# Auson de Ròse
Auzon (en francès Ozon) és un municipi francès situat al departament de l'Ardecha i a la regió d'Alvèrnia-Roine-Alps. L'any 2007 tenia 341 habitants.

## Demografia

### Població
El 2007 la població de fet d'Ozon era de 341 persones. Hi havia 139 famílies de les quals 31 eren unipersonals (27 homes vivint sols i 4 dones vivint soles), 50 parelles sense fills, 50 parelles amb fills i 8 famílies monoparentals amb fills.
La població ha evolucionat segons el següent gràfic:
Habitants censats

### Habitatges
El 2007 hi havia 163 habitatges, 139 eren l'habitatge principal de la família, 16 eren segones residències i 7 estaven desocupats. 145 eren cases i 18 eren apartaments. Dels 139 habitatges principals, 112 estaven ocupats pels seus propietaris, 25 estaven llogats i ocupats pels llogaters i 2 estaven cedits a títol gratuït; 1 tenia una cambra, 5 en tenien dues, 25 en tenien tres, 36 en tenien quatre i 73 en tenien cinc o més. 113 habitatges disposaven pel capbaix d'una plaça de pàrquing. A 44 habitatges hi havia un automòbil i a 85 n'hi havia dos o més.

### Piràmide de població
La piràmide de població per edats i sexe el 2009 era:
| Homes | Edats   | Dones |
| ----- | ------- | ----- |
| 0     | 95 o +  | 0     |
| 0     | 90 a 94 | 4     |
| 0     | 85 a 89 | 4     |
| 0     | 80 a 84 | 4     |
| 4     | 75 a 79 | 8     |
| 0     | 70 a 74 | 0     |
| 16    | 65 a 69 | 8     |
| 4     | 60 a 64 | 12    |
| 12    | 55 a 59 | 4     |
| 20    | 50 a 54 | 16    |
| 12    | 45 a 49 | 28    |
| 0     | 40 a 44 | 4     |
| 4     | 35 a 39 | 4     |
| 8     | 30 a 34 | 16    |
| 16    | 25 a 29 | 8     |
| 24    | 20 a 24 | 12    |
| 0     | 15 a 19 | 0     |
| 8     | 10 a 14 | 0     |
| 4     | 5 a 9   | 4     |
| 12    | 0 a 4   | 0     |

## Economia
El 2007 la població en edat de treballar era de 221 persones, 162 eren actives i 59 eren inactives. Les 162 persones actives estaven ocupades(87 homes i 75 dones).. De les 59 persones inactives 24 estaven jubilades, 12 estaven estudiant i 23 estaven classificades com a «altres inactius».

### Ingressos
El 2009 a Ozon hi havia 140 unitats fiscals que integraven 359,5 persones, la mediana anual d'ingressos fiscals per persona era de 17.849 €.

### Activitats econòmiques
Dels 10 establiments que hi havia el 2007, 1 era d'una empresa de fabricació d'altres productes industrials, 2 d'empreses de construcció, 4 d'empreses de comerç i reparació d'automòbils, 1 d'una empresa d'hostatgeria i restauració, 1 d'una empresa de serveis i 1 d'una entitat de l'administració pública.
Dels 4 establiments de servei als particulars que hi havia el 2009, 2 eren tallers de reparació d'automòbils i de material agrícola, 1 fusteria i 1 restaurant.
L'any 2000 a Ozon hi havia 20 explotacions agrícoles que ocupaven un total de 221 hectàrees.

## Poblacions més properes
El següent diagrama mostra les poblacions més properes.